# مراهوری
مراهوری (به بلغاری: Mrahori) یک منطقهٔ مسکونی در بلغارستان است که در شهرستان گابروو واقع شده‌است.